# エア・アスタナ1388便事故
エア・アスタナ1388便事故（エア・アスタナ1388びんじこ）は、2018年11月11日にポルトガルで発生した航空事故である。アルベルカ空軍基地からアルマトイ国際空港へ向かっていたエア・アスタナ1388便（エンブラエル E190-100LR）が離陸直後に制御不能に陥り、パイロットは緊急着陸を行った。機体は大きな負荷が生じたため全損扱いとなった。

## 飛行の詳細

### 事故機
事故機のエンブラエル E190-100LR（P4-KCJ）は2013年に製造番号19000653として製造された機体で、総飛行時間は13,152時間だった。事故機は定期点検のためアルベルカ空軍基地へ回送され、点検を受けていた。点検を担当したのはエンブラエル機の整備を中心に行うポルトガルの企業であるOGMAで、1388便は整備後初の飛行だった。

### 乗員
1388便には機長1人と副操縦士2人が乗務しており、技術者3人が乗客として搭乗していた。
機長は40歳のカザフスタン人男性で、2011年12月28日からエア・アスタナに雇われていた。総飛行時間は6,009時間で、E190では4,700時間の飛行経験があった。
副操縦士は32歳のカザフスタン人男性で、2013年からエア・アスタナに雇われていた。総飛行時間は2,692時間で、E190では2,442時間の飛行経験があった。
もう1人の副操縦士は26歳のカザフスタン人男性で、2014年からエア・アスタナに雇われていた。総飛行時間は3,514時間で、E190では3,084時間の飛行経験があった。彼は技術者との連絡役を務め、1回目の着陸進入以降は、彼が副操縦士席に着席し飛行を支援した。

## 事故の経緯
1388便はアルベルカ空軍基地からエア・アスタナのハブ空港であるアルマトイ国際空港へ向かう飛行計画で、燃料補給のためベラルーシのミンスク・ナショナル空港を経由する予定だった。事故当日のリスボンの天候は悪く、雨のため視程は2kmだった。WET13時30分、1388便は滑走路04から離陸した。離陸直後、機長はオートパイロットを作動させようとしたが作動せず、また主翼が振動し始めた。上昇の初期の段階でロール制御に問題が生じ始め、緊急事態を宣言した。パイロットはロール、ピッチ、ヨーの3つ全てを用いて主翼の振動に対抗しようとしたが、依然として飛行制御は困難な状態だった。飛行姿勢に関する警報以外は作動しておらず、問題の特定が出来なかった。そのため当初、パイロット達はソフトウェアの問題と考えた。制御が困難であり、墜落時の地上への被害を避けるために海への方位を管制官に要求した。1388便はおよそ16,000フィート (4,900 m)まで上昇したが急降下し始め、速度が350ノット (650 km/h)を超えた。パイロットはかろうじて急降下から機体を回復させたが、その後も機体は降下と上昇を繰り返した。技術者達は整備作業で行われた内容を確認し、「補助翼のケーブルが交換されたこと」に気づいた。技術者はパイロットと話し合い、補助翼の挙動について確認した。この時に技術者は、スポイラーと補助翼が連動していないことに気付いた（より正確に言えば、右旋回時の右翼はスポイラーと補助翼が同時に上がるのが通常の挙動だが、1388便の場合は右旋回時の右翼はスポイラーは上がったのだが、補助翼は下がってしまっていた）。
パイロットは飛行制御をノーマル・モードからダイレクト・モードへの切り替えを試し、ダイレクト・モードで操縦を行うことにした。これによってある程度制御は回復したが、依然としてロールの制御は困難なままだった。管制官は天候の良い空港へ向かうことを提案し、パイロットも同意した。最終的にリスボンから150km離れたベージャ空港へ向かうこととなり、ポルトガル空軍のF-16戦闘機2機が誘導を開始した。2度滑走路19Rへの進入を行ったが進入が不安定であったため着陸復航を行った。3度目の進入も滑走路19Rに対して行われたが、横方向のずれを修正できなかったため、機長は19Lへの着陸許可を求めた。滑走路19Lは元誘導路で、公式に使用されている滑走路ではなかった。しかし管制官は着陸を許可し、15時27分に1388便は滑走路19Lへ着陸した。

### 被害
1回目の着陸進入まで操縦を行っていた副操縦士は体調不良を訴えた。技術者の1人はコックピットと機内を行き来していたため途中で転倒し、右足首を捻挫した。
事故の翌日に行われた調査から、機体の変形が複数箇所に見られた。そのため分類が重大インシデントから事故へ変更された。最終的に機体は修理不能と判断され、全損扱いとなった。その後の調査で、機体全体が許容範囲以上の負荷を受けており、特に高揚力装置とウィングレット、昇降舵は許容値の1.5倍以上の負荷を受けていたことが判明した。

## 事故調査
異常事態発生直後の時点でポルトガルの航空機・鉄道事故防止調査室（GPIAAF）に一報が入り、調査官がベージャ空港へ向かった。

### 整備
定期点検時に飛行制御系統のケーブルが不適切に取り付けられており、その結果補助翼の動作が反転していたことが判明した。事故機は定期点検時、サービス・ブリテンに基づいて飛行制御ケーブルが交換されていた。このサービス・ブリテンではステンレス製のケーブルから炭素鋼製のケーブルに交換することとルーティングの方法を変えることが求められていた。
当初、エア・アスタナへの引き渡しは10月24日に行われる予定だったが、10月31日まで延期されることとなった。10月26日に行われた始動試験後、EICAS上に「FLT CTR NO DISPATCH」の警告が表示された。そのため、補助翼の制御試験を含む飛行制御システムの運用試験を行うことが出来なかった。整備士は最終的に飛行制御試験など複数の試験を実施したが、補助翼の制御に関する試験は実施しなかった。整備士らは原因不明の「FLT CTR NO DISPATCH」の警告によって機体を出発させることが出来ないとエリアマネージャーに相談し、エリアマネージャーは調査のため数人を派遣した。認証機関とエンブラエル、エア・アスタナが問題の調査を行った後、事故機は飛行可能であるとの判断がなされ、11月11日にカザフスタンへ回送されることが決定した。
GPIAAFは補助翼のケーブルの取り付け、及び取り外しの説明や手順が複雑で、誤解する可能性が高いと報告書で述べた。また、報告書では手順を逸脱した整備を検出する仕組みがないこと、及び適切な訓練や経験を積んだ整備チームが存在しなかったことが問題の検出を出来ない状況を作り出したと述べられている。

### パイロットの行動
報告書でGPIAAFはコントロール喪失後のパイロットの行動を評価しており、これが緊急着陸の成功に繋がったと述べている。経験豊富な機長は故障の兆候が無く、従うべきチェックリストも無い状態で積極的に解決策を模索しており、これが結果を左右した。また、補助席に座っていた副操縦士は客室の技術者との連絡役を担ったほか、制御システムに関する豊富な知識を持っており、機長へ様々な提案をした。また、GPIAAFはコックピット内にパイロットが3人いた事により、議論を行うだけでなく操縦の交替をすることが出来、緊急着陸という目標に集中することが出来たと報告書で述べた。

### 不感帯
前述の通り、補助翼は操縦桿への入力とは反対に動作していたが、スポイラーは正常に作動していた。エンブラエル190には補助翼の効果を上げるロール・スポイラー機能が搭載されていた。ロール・スポイラーは操縦桿を左右に40度動かすと0度から30度の範囲内で動作する。ロール・スポイラーが動作せず、補助翼のみが動作する範囲のことを不感帯（dead band）と言い、ノーマル・モードでは速度とフラップの設定によって不感帯が変化する設計となっていた。1388便ではロール・スポイラーが正常に動作していたため、パイロットが操縦桿の入力を通常とは逆にしたとしても、不感帯の範囲を超える入力をした場合、ロール・スポイラーと補助翼が相反する動作をしてロール制御が出来ない状態だった。一方で、ダイレクト・モードは不感帯が5.5度で固定されていたため、パイロットがある程度機体を制御することが出来た。

### 事故原因
GPIAAFは最終報告書で補助翼のケーブルの取り付けが不適切であった事と、自主検査も不足していた事によって補助翼の反転が発生し、飛行制御が失われたと結論づけた。

## 事故後
2022年、機長と副操縦士達3人はヒュー・ゴードン＝バージ記念賞を受賞した。